# Вест Појнт (Џорџија)
Вест Појнт (Џорџија) (енгл. West Point) град је у америчкој савезној држави Џорџија. По попису становништва из 2010. у њему је живело 3.474 становника.

## Демографија
Према попису становништва из 2010. у граду је живело 3.474 становника, што је 92 (2,7%) становника више него 2000. године.
| Група             | 2000.         | 2010.         |
| Белци             | 1.364 (40,3%) | 1.315 (37,9%) |
| Афроамериканци    | 1.956 (57,8%) | 2.004 (57,7%) |
| Азијати           | 30 (0,9%)     | 34 (1,0%)     |
| Хиспаноамериканци | 21 (0,6%)     | 86 (2,5%)     |
| Укупно            | 3.382         | 3.474         |